# Setagayapark
Le parc Setagaya, également connu sous le nom de Jardin japonais de Döbling, est un jardin japonais situé à Vienne, dans le quartier de Döbling. Il a été réalisé entre 1990 et 1992 selon les plans du concepteur de jardins japonais Ken Nakajima. Il couvre 4700 mètres carrés.
Il existe depuis 1984/85 un accord de jumelage entre Döbling et Setagaya, un quartier de Tokyo, qui a donné l'idée de construire un jardin japonais à Döbling. Dès 1988, un jardin japonais devait être construit sur l'espace vert connu localement sous le nom de Heinrichshügel.

## Description

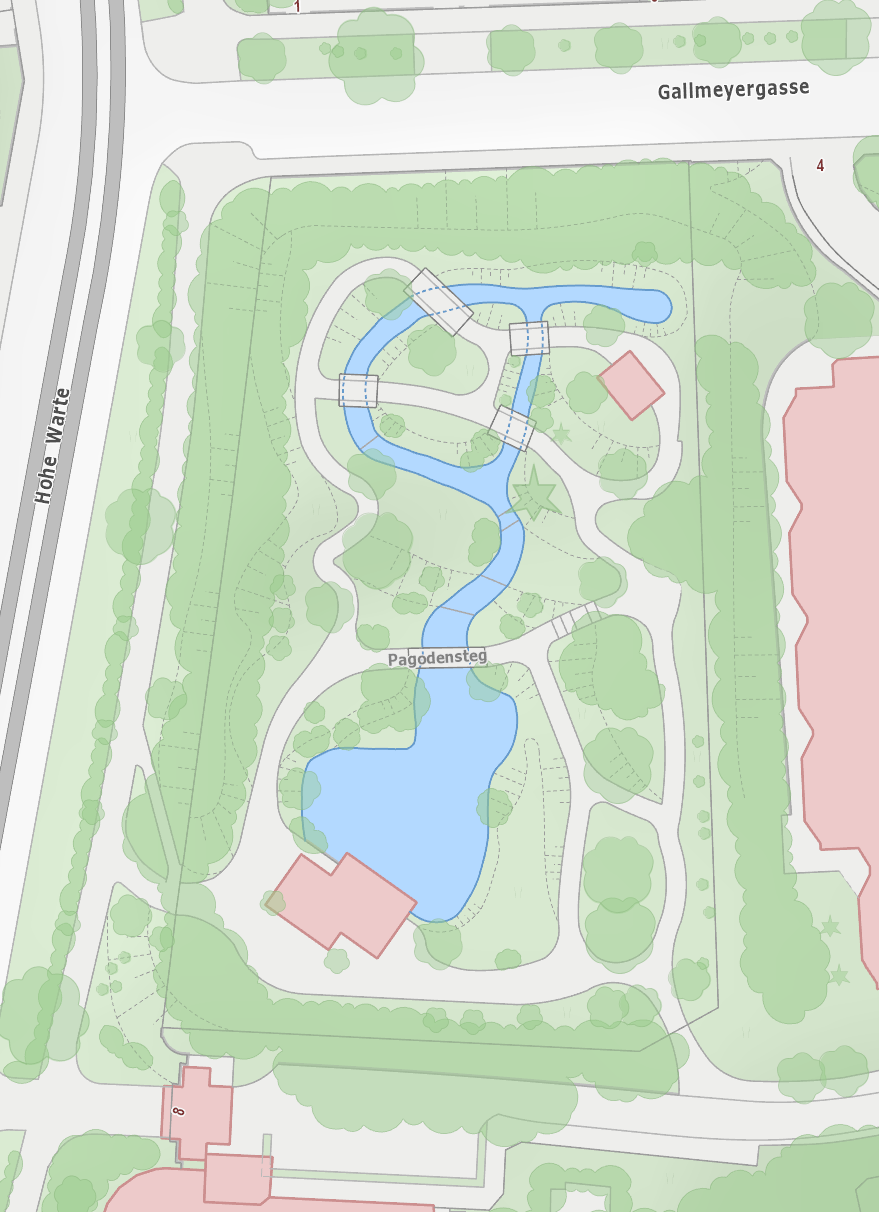
Plan du parc

Le parc, conçu par le jardinier japonais Ken Nakajima de 1990 à 1992, a été officiellement inauguré en mai 1992. Il symbolise un paysage japonais et possède une source, une cascade, un étang ainsi que des pierres et des plantes typiques des jardins japonais. Afin de préserver les arbres existants et en raison de la pente du site, l'entrée du parc a été aménagée dans le coin sud-ouest. De là, quelques marches mènent à la porte en bambou, calquée sur celle du jardin de la villa Shugakuin au pied du mont Hiei, à la limite nord de Kyoto. L'ensemble du parc est entouré d'un mur de la hauteur d'un homme. Juste à côté de l'entrée principale se trouve un monument en pierre avec l'inscription Furō-mon不老門 (Porte de la jeunesse éternelle). D'autres sculptures japonaises en pierre sont réparties dans tout le parc, comme un stupa en pierre, une lanterne en pierre ou la sculpture d'une pagode en pierre (voir photo dans l'encadré info).
La flore du parc est un mélange de plantes traditionnelles japonaises (magnolias, cerisiers à fleurs ou bambous) et de plantes et espèces ligneuses originaires d'Autriche, qui sont souvent destinées à refléter un caractère japonais. L'eau, qui provient d'une source située à l'extrémité supérieure du parc, coule sous un pont en bois voûté de quelques mètres de long au-dessus d'une série de cascades dans l'étang aux nénuphars, où, outre les poissons, les tortues, des grenouilles et des canards peuvent également être trouvés. Il y a aussi une maison de thé juste à côté de l'étang où des cérémonies de thé traditionnelles ont lieu de temps en temps. Il existe également des places assises découvertes et couvertes dans le parc. Certaines parties du parc, comme la maison de thé, la pagode, la lanterne en pierre et la zone d'entrée, ont été offertes par Setagaya et son ancien maire Keiji Ohba.

## Galerie

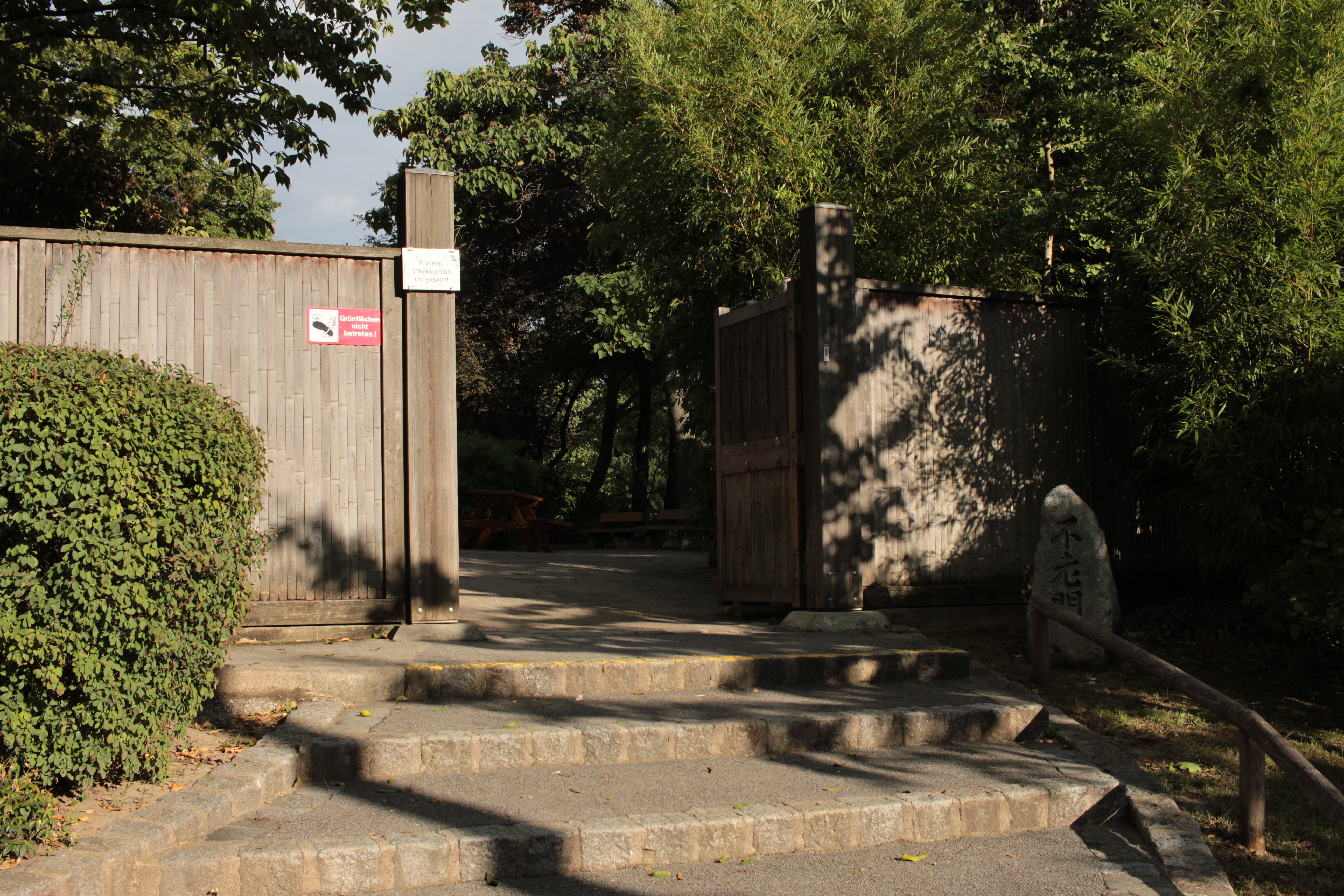
L'entrée avec le monument en pierre (2017)
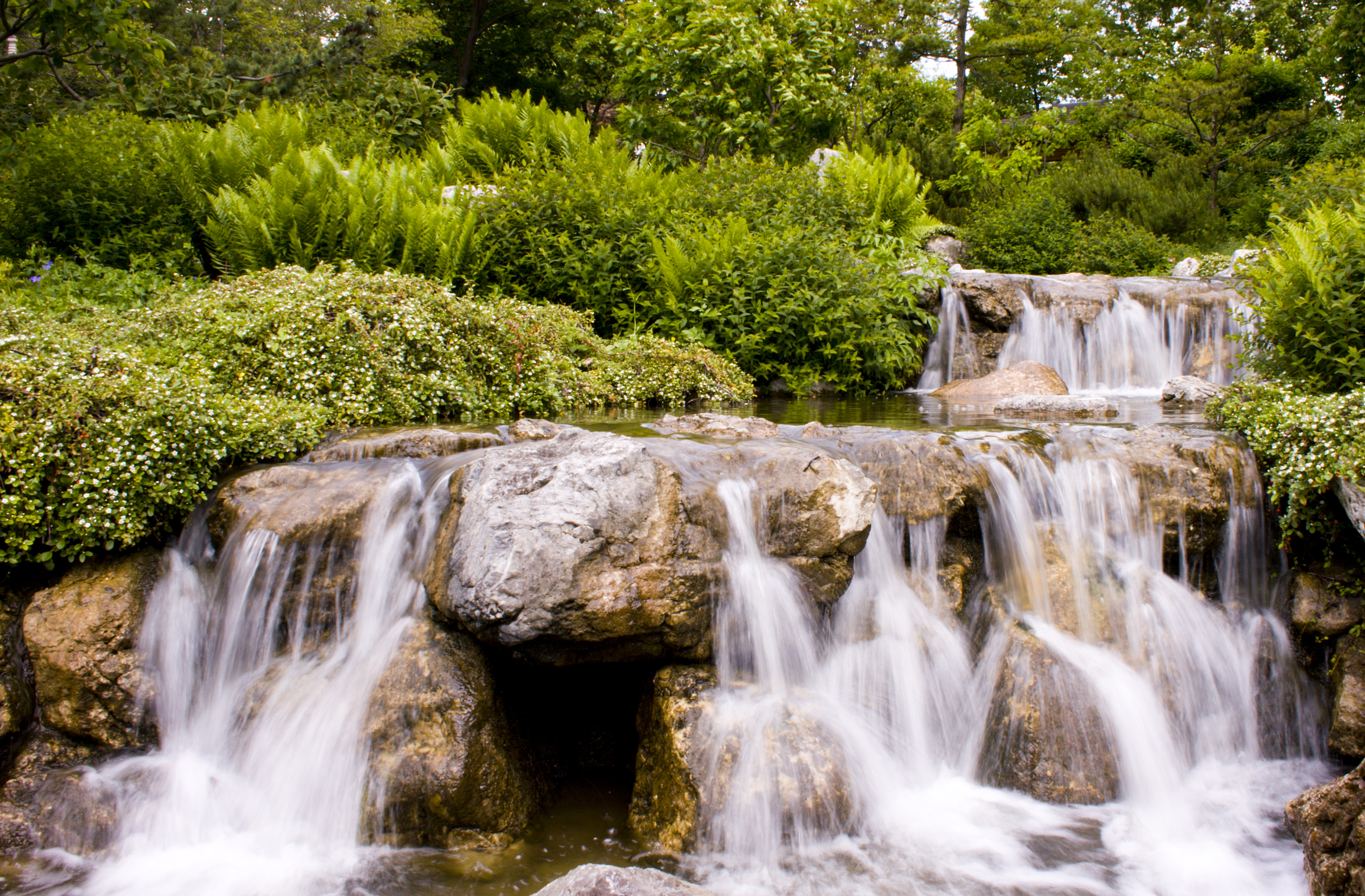
Cascades dans le parc (2007)
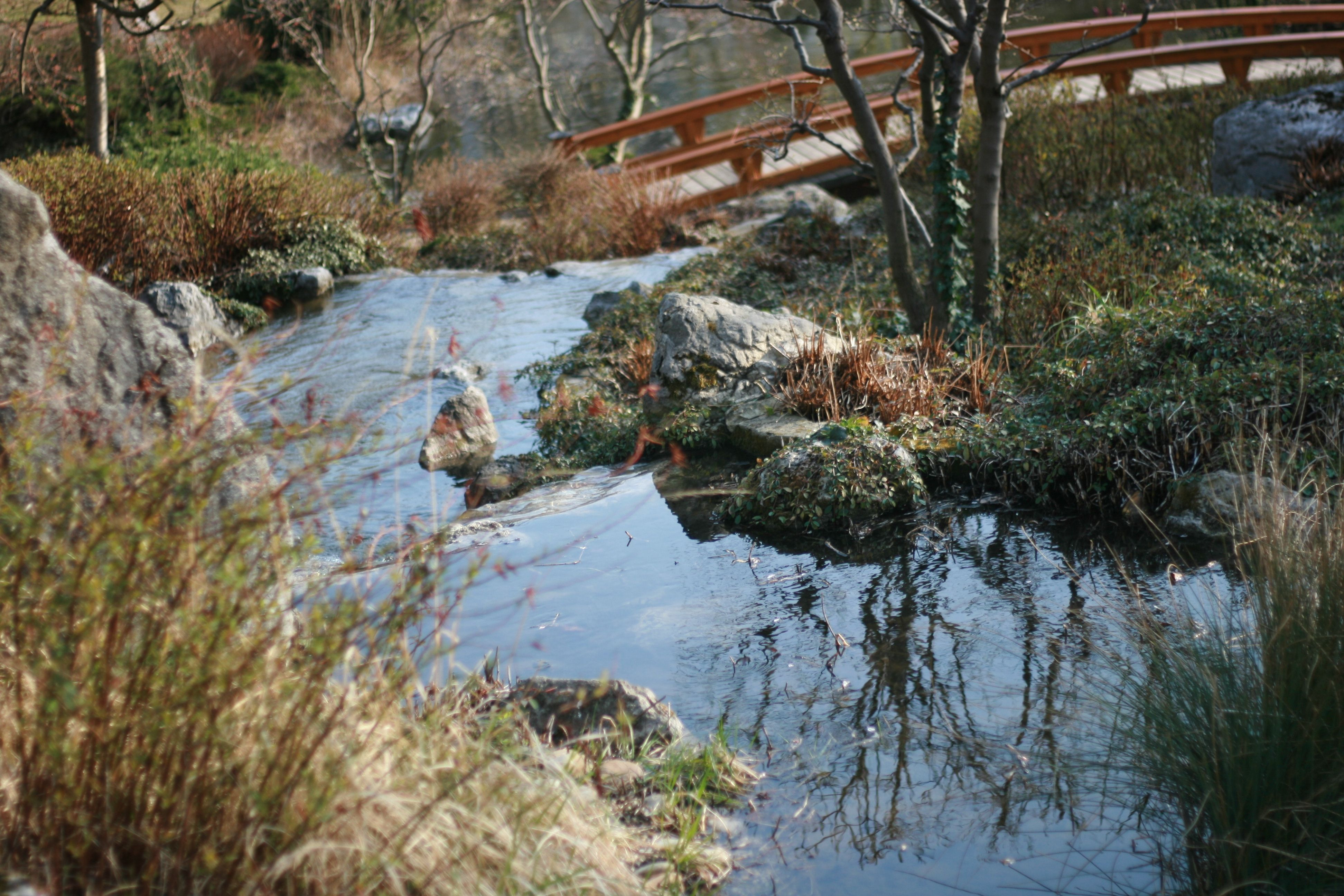
Vue de la source sur les cascades jusqu'au pont (2016)
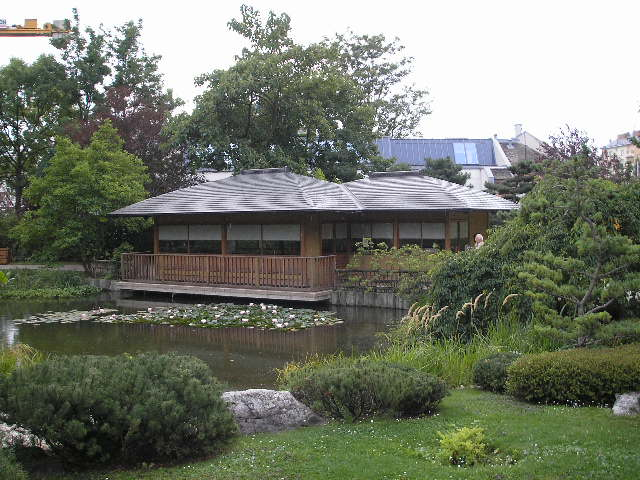
Salon de thé à l'étang aux nénuphars (2007)
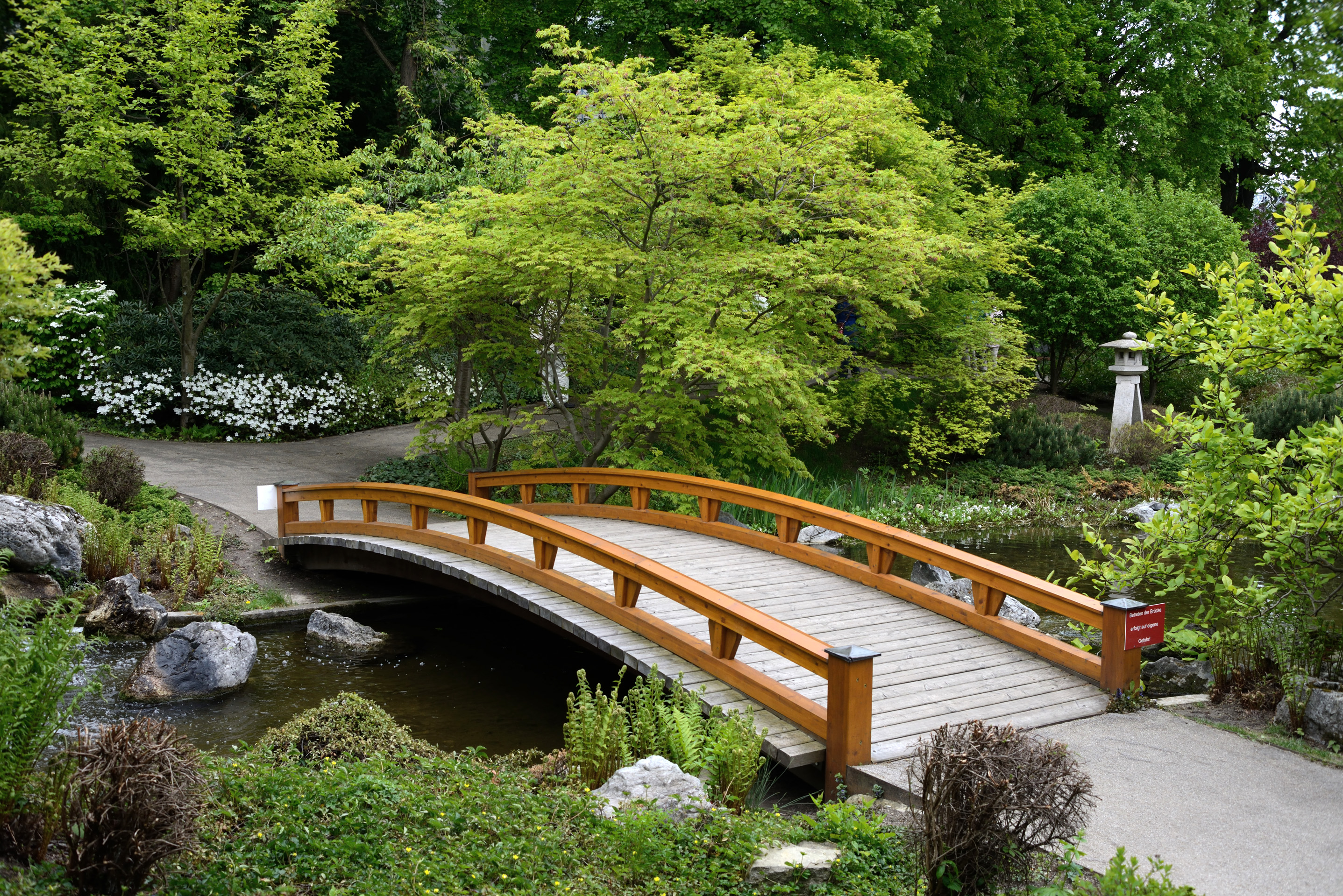
Les deux ponts... (2014)
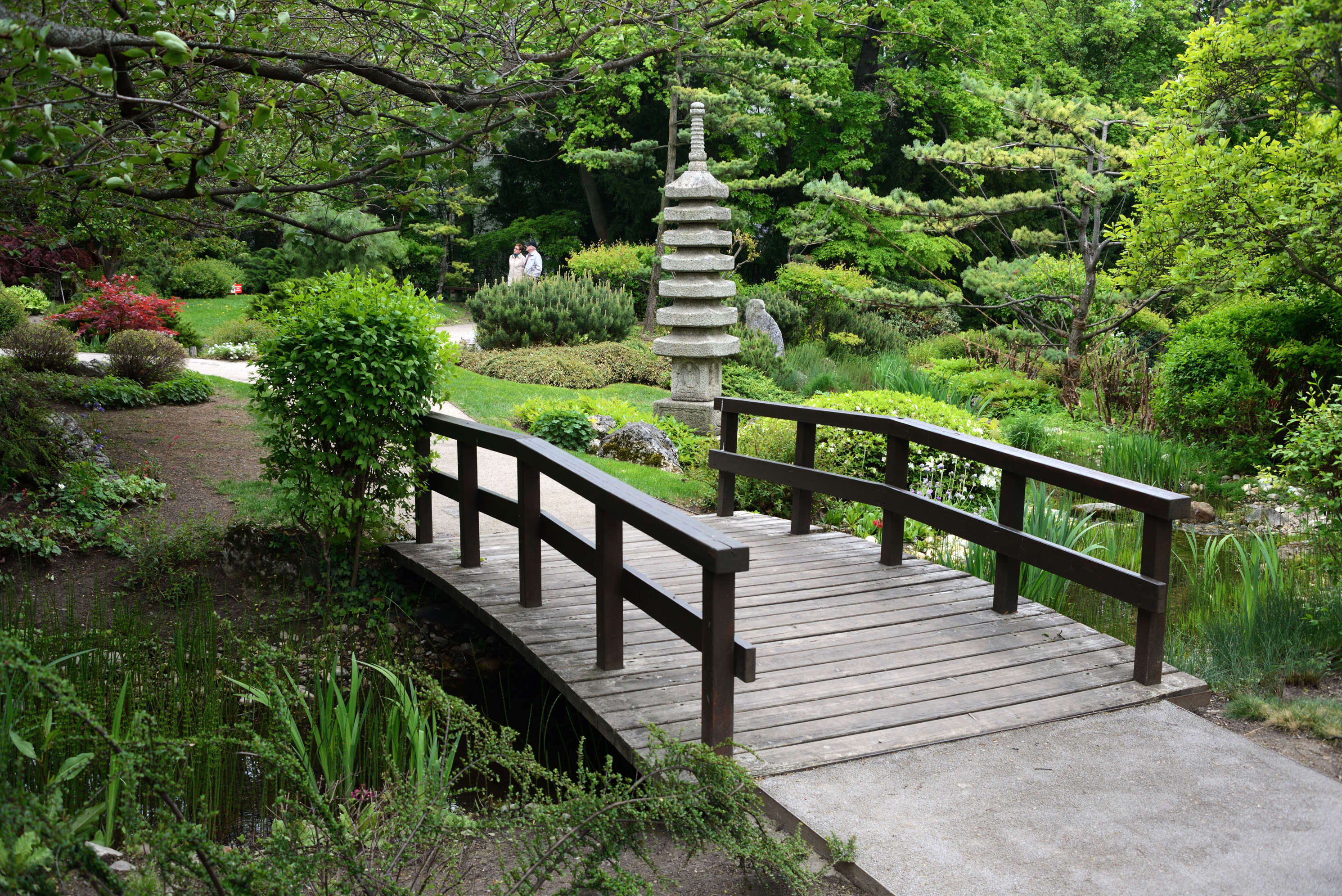
… dans le parc. (2014)
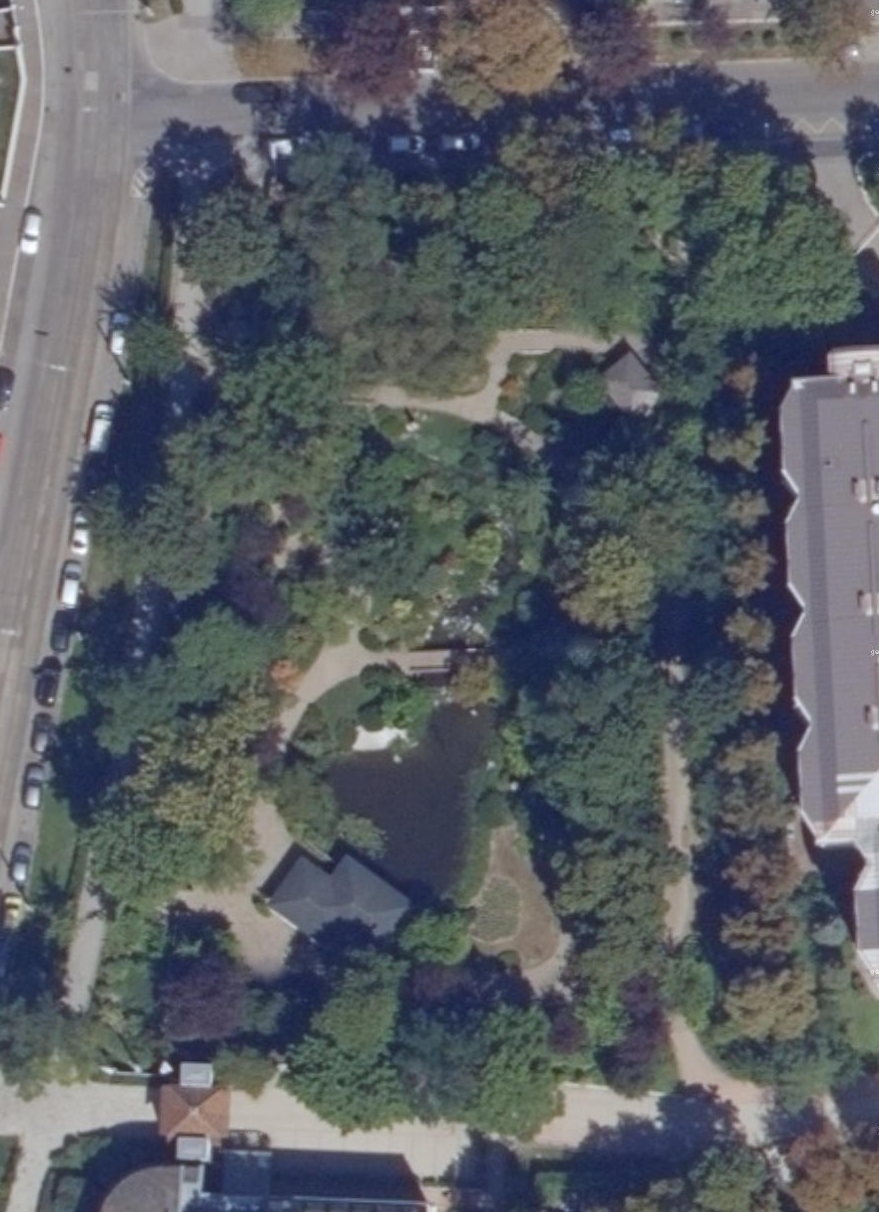
Vue aérienne du parc